# Estadio Municipal Juan Rogelio Núñez
El Estadio Municipal Juan Rogelio Núñez es un estadio de fútbol y atletismo, ubicado en la comuna de Tomé, Provincia de Concepción, Región del Bio-Bio, Chile. Fue inaugurado el 14 de diciembre de 1942, cuenta con una cancha de fútbol, pista de atletismo y pista de salto largo, es el reducto deportivo más importante de la ciudad. El estadio cuenta con una capacidad para 1.500 espectadores, En sus dependencias ejerce de local desde el año 2015 el Deportes Tomé del amateurismo a fecha de hoy.  
En el estadio se  han disputado una serie de campeonatos importantes,desde la liga comunal, Campeonato regional de fútbol y campeonatos nacionales y regionales ANFA.
En el año 2007 adopta su actual nombre en homenaje al Futbolista Tomecino Juan Rogelio Núñez Rodríguez quien destacó al ser campeón de primera División con Cobreloa en 1980 y subcampeón de la Copa Libertadores de América 1981.